# البربرانية
البربرانية، طائفة مسيحية في وقت مسيحية مبكرة وحضرت في مجمع نيقية الاولى. كثيرا ما يتم خلط بينه بين طائفة قوليريديانية بسبب ان كلايهما يسمى بالمريميين إشارة على أنهم جعله مريم اله ولكن الفروق بينهم هي أن طائفة البربرانية لم تكن تقدم القربان والذي كان كعكاع لمريم وأيضا لم تكن من العرب ولم تشتهر بانه اغلب اتباعها من النساء. 

## المعتقد
إن المسيح وأمه إلهان من دون الله

## عبادة مريم في القران الكريم
ولعل هؤلاء هم الذين ذكرهم الله تعالت كلماته في قوله تعالى مبيناً ما يكون بينه سبحانه وتعالى وعيسى عليه السلام من قول يوم القيامة، قال تعالت كلماته: {وَإِذْ قَالَ اللَّهُ يَا عِيسَى ابْنَ مَرْيَمَ أَأَنْتَ قُلْتَ لِلنَّاسِ اتَّخِذُونِي وَأُمِّيَ إِلَهَيْنِ مِنْ دُونِ اللَّهِ قَالَ سُبْحَانَكَ مَا يَكُونُ لِي أَنْ أَقُولَ مَا لَيْسَ لِي بِحَقٍّ إِنْ كُنْتُ قُلْتُهُ فَقَدْ عَلِمْتَهُ تَعْلَمُ مَا فِي نَفْسِي وَلَا أَعْلَمُ مَا فِي نَفْسِكَ إِنَّكَ أَنْتَ عَلَّامُ الْغُيُوبِ (١١٦) مَا قُلْتُ لَهُمْ إِلَّا مَا أَمَرْتَنِي بِهِ أَنِ اعْبُدُوا اللَّهَ رَبِّي وَرَبَّكُمْ وَكُنْتُ عَلَيْهِمْ شَهِيدًا مَا دُمْتُ فِيهِمْ فَلَمَّا تَوَفَّيْتَنِي كُنْتَ أَنْتَ الرَّقِيبَ عَلَيْهِمْ وَأَنْتَ عَلَى كُلِّ شَيْءٍ شَهِيدٌ (١١٧) إِنْ تُعَذِّبْهُمْ فَإِنَّهُمْ عِبَادُكَ وَإِنْ تَغْفِرْ لَهُمْ فَإِنَّكَ أَنْتَ الْعَزِيزُ الْحَكِيمُ} . ولعل فريقاً منهم كان موجوداً عند نزول القرآن الكريم.

## عبادة مريم
قال أستاذ الدراسات الدينية جيل باترسون كورينجتون “لم يكن من المفاجئ بالتأكيد أن تجد النساء المسيحيات في مصر أمًا إلهية أخرى يتماثلن معها؛ النساء المسيحيات في شبه الجزيرة العربية، مما أثار ذعر أبيفانيوس، فعلن شيئًا مشابهًا في عبادتهن لمريم بدلاً من يسوع... تم وصف الكعك (الكوليباس) الذي قدمه الكوليريديان لمريم في العبادة بطريقة مشابهة للكعك المقدم لإيزيس على أنه ملكة السماء
حركة تطلق على نفسها اسم حركة مريم هي الله الكاثوليكية تروج لفكرة أن مريم هي اله

## وصلات خارجية
- معلومات اكثر -جامع الكتب الاسلامية